# Jason Davidson
Jason Davidson (Melbourne, 29 de junho de 1991) é um futebolista da Austrália. Atualmente joga pelo Ulsan Hyundai.

## Carreira

### Hume City
Em 26 de janeiro de 2009, ele assinou no Victorian Premier League, no clube de Hume City é o mais jovem membro a partir do VPL com a idade de 17. Depois de ter passado três anos no futebol do sistema japonês. Ele chamou a atenção de vários clubes de A-League depois de ser chamado nos sub-20 no 17 de março de 2009. Em junho de 2009, ele deixou o clube de Hume City para estudiar vários clubes no exterior

### Paços de Ferreira
Em setembro de 2009, ele assinou com um clube português, o Paços de Ferreira antes de ser votado 2009 Victorian Premier League - Sub-21 Jogador do Ano ". Entre sério interesse de clubes como pesos-pesados europeus VfB Stuttgart e Sporting CP, juntamente com os turcos de Ankaragücü, Davidson também, imediatamente, recebeu ofertas de contratos de clubes de A-League, Newcastle Jets e o outro clube da Süper Lig, o Diyarbakırspor antes de assinar pelo Paços.
Em 05 de janeiro de 2010, Davidson fez a sua estreia na équipa principal dos Paços de Ferreira na Liga ZON Sagres, vindo do banco de reservas contra o FC Porto sendo o jogador mais jovém registado no Liga ZON Sagres, até 18 anos na temporada 2009/2010.

### West Bromwich Albion
Em 05 de Agosto de 2014, West Bromwich Albion confirmou a contratação juntamente com o Cristian Gamboa. Em 2015 saiu do clube.

## Seleção Nacional
Ele foi chamado na Seleção Australiana Sub-20, no 17 de março de 2009 a competir na Copa do Mundo de Sub-20 realizada no Egito em setembro de 2009.
Esteve no plantel para a Copa do Mundo de 2014 e a Copa Asiática em 2015.